# Charles Montagu, I duca di Manchester
Charles Edward Montagu, I duca di Manchester (1656 – 20 gennaio 1722), è stato un politico inglese.

## Biografia
Era il figlio di Robert Montagu, III conte di Manchester, e di sua moglie, Lady Anne Yelverton. Dopo la morte del padre nel 1683, sua madre sposò Charles Montagu, I conte di Halifax. Studiò al Trinity College di Cambridge.
I suoi nonni paterni erano Edward Montagu, II conte di Manchester e la sua seconda moglie Lady Anne Rich. I suoi nonni materni erano Sir Christopher Yelverton e Anne Twysden.
Succedette alla contea nel 1683. Simpatizzando calorosamente con la rivoluzione Whig del 1688, assistette Guglielmo III e Maria II alla loro incoronazione e combatté nella Boyne.

## Carriera
Nel 1697, fu inviato come ambasciatore britannico nella Repubblica di Venezia per cercare di ottenere la liberazione dei marinai britannici, ma i veneziani si dimostrarono riluttanti a negoziare. Al suo ritorno nel 1698, è stato nominato consigliere. L'anno successivo fu inviato come ambasciatore in Francia, rimanendovi fino al 1701. Fu poi brevemente nominato Segretario di Stato per il Dipartimento del Sud, un incarico che ha svolto tra gennaio e maggio 1702.
Nel 1714 fu nominato Duca di Manchester da Giorgio I ed è stato uno dei principali fondatori della Royal Academy of Music.

## Matrimonio
Il 19 febbraio 1690 sposò Lady Doddington Greville (1671–1720), figlia di Robert Greville, IV barone di Brooke. Ebbero sei figli:
- una figlia nata morta;
- una figlia nata morta;
- Lady Dodington Montagu (1694-1774)[3];
- William Montagu, II duca di Manchester (1700-1739)[3];
- Lady Charlotte Montagu (1705-1759), sposò Pattee Byng, II visconte Torrington, non ebbero figli[3];
- Robert Montagu, III duca di Manchester (1710-1769)[5].

## Morte
Morì il 20 gennaio 1722.